# کارا-بالتا (رود)
کارا-بالتا (به لاتین: Kara-Balta) یک رود در قرقیزستان و قزاقستان است که در استان چوی واقع شده‌است.